# Делюкін Юрій Петрович
Юрій Петрович Делюкін (нар. 29 липня 1994, смт Черкаське, Новомосковський район, Дніпропетровська область, Україна — 19 лютого 2017, м. Харків, Україна) — солдат Збройних сил України, десантник, учасник російсько-української війни.

## Біографія
Народився 1994 року в смт Черкаське на Дніпропетровщині. 2010 року закінчив Черкаську загально-освітню школу. Продовжив навчання у Новомосковському професійно-технічному училищі № 48, яке закінчив 2013 року за фахом кухаря. Але його мрією була військова служба в десантних військах. Захоплювався автомобілями та футболом.
Під час російської збройної агресії проти України з 2015 року служив за контрактом, майже рік виконував завдання на території проведення антитерористичної операції. Влітку 2017 планував вчитись на офіцера, склав перший іспит.
Солдат, стрілець-помічник гранатометника 5-ї роти 2-го парашутно-десантного батальйону 25-ї окремої повітряно-десантної бригади, в/ч А1126, смт Гвардійське, Дніпропетровська область.
16 лютого 2017 року, під час обстрілу взводного опорного пункту поблизу смт Зайцеве, що на північ від окупованої Горлівки, дістав важке вогнепальне поранення у голову від кулі снайпера. З Бахмута був доставлений санавіацією до Харкова. Було проведено операцію, але врятувати життя воїна не вдалося, він помер о 5:40 19 лютого у Військово-медичному клінічному центрі Північного регіону.
Після прощання у військовій частині похований на кладовищі села Вільне Новомосковського району, поряд із могилою батька.
Залишились мати Тетяна Олександрівна і молодший брат.

## Нагороди та вшанування
Указом Президента України № 104/2017 від 10 квітня 2017 року, за особисту мужність, виявлені у захисті державного суверенітету та територіальної цілісності України, самовіддане виконання військового обов'язку, нагороджений орденом «За мужність» III ступеня (посмертно)..
1 вересня 2017 року на будівлі Черкаської ЗОШ I-III ступеня Новомосковської районної ради урочисто відкрито меморіальну дошку на честь загиблого випускника школи Юрія Делюкина.